# وایت استار لاین
وایت استار لاین (انگلیسی: White Star Line) شرکت کشتیرانی بریتانیایی بود، که در سال ۱۸۴۵ تأسیس شد.
از معروف‌ترین ساخته‌های این شرکت می‌توان به کشتی آرام‌اس تایتانیک اشاره کرد.